# Palizada
Palizada é um município do estado de Campeche, no México.